# Eon Sverige

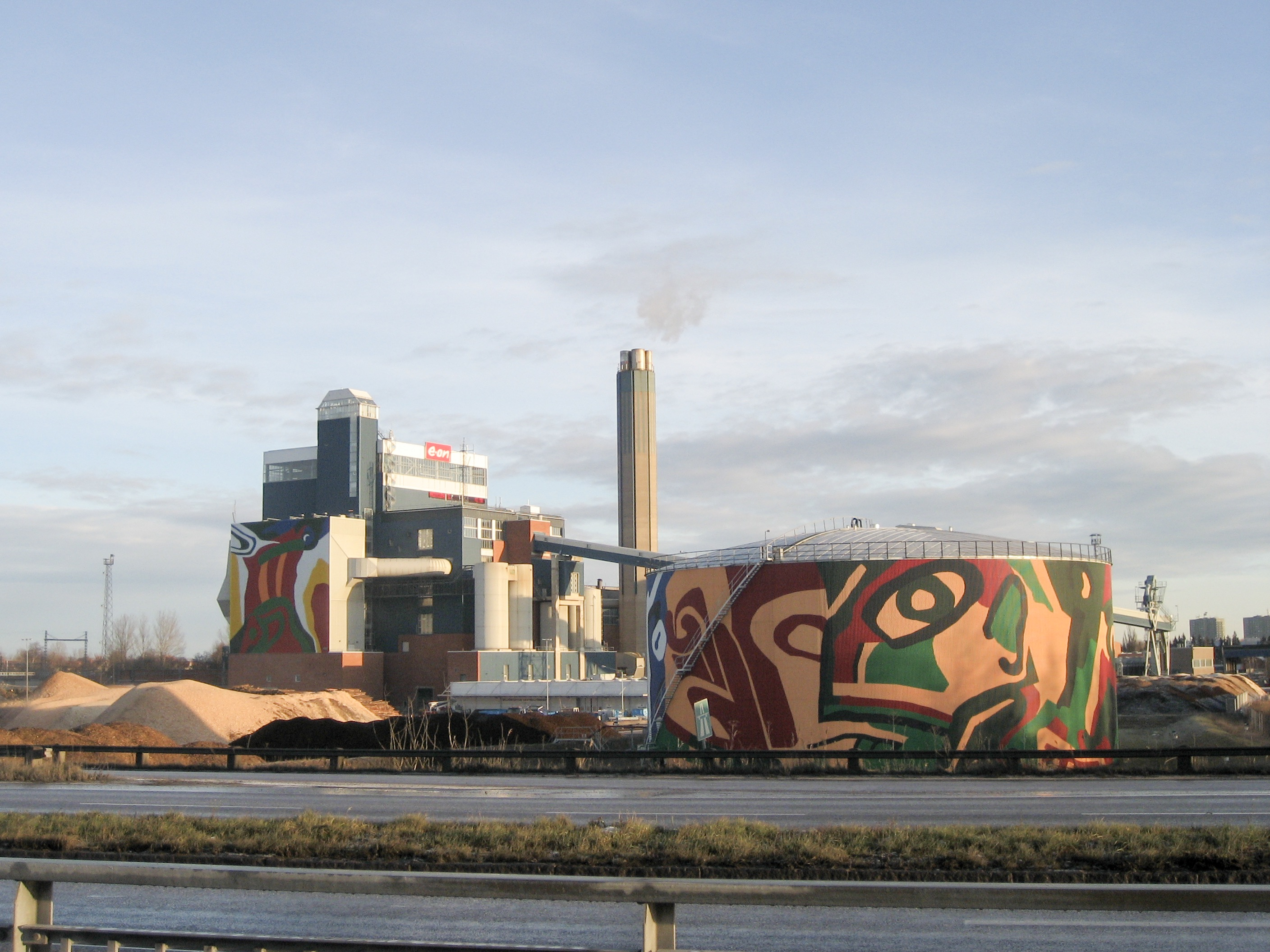
Fjärrvärmeanläggningen Åbyverket i Örebro

E.on Sverige Aktiebolag är ett svenskt energibolag som ingår i den tyska energikoncernen E.ON SE. Det svenska bolaget hette före 2005 Sydkraft.

## Historia

### Sydkraft 1906–2004
Sydkrafts historia går tillbaka till början av 1900-talet. År 1906 bildades Sydsvenska Kraftaktiebolaget i vilket två tredjedelar av aktiekapitalet var tecknat av städerna med följande antal aktier: Malmö 12.000, Lund 2250, Landskrona 2250, Helsingborg 4500 och Halmstad 3000 och med konsul August Schmitz som verkställande direktör. Företaget producerade ursprungligen el från vattenkraft. 
Ursprungligen var företaget inriktat på utnyttjandet av Lagans vattenfall och man byggde därför fyra betydande vattenkraftsanläggningar vid Majenfors, Bassalt samt övre Knäred och Nedre Knäred enligt en av Johan Gustaf Richert och AB Vattenbyggnadsbyrån utarbetad plan. År 1915 kopplades det svenska och danska elnäten ihop via Öresundskabeln; den första kraftförbindelsen mellan två länder. 
År 1920 övertogs Hemsjö Kraft AB:s kraftverk och ledningsnät i östra Skåne, Blekinge och södra Småland samt 1921 Finsjö Kraft AB med anläggningar i Emån och Alsterån, varvid den dåvarande ägaren, staden Oskarshamn blev medlem i det  kommunala majoritetskonsortiet. Efterhand tillkom ett flertal nya kraftverk och de olika företagens distributionsnät kopplades samman så att bolaget kom att distribuera el till större delen av södra Sverige söder om linjen Halmstad-Oskarshamn. År 1935 ägde Sydkraft vattenkraftverk på totalt 102 MW och ångkraftverk på totalt 44 MW.
Sydsvenska Kraftaktiebolaget klarade sig bra under första och andra världskriget samt de mellanliggande depressionsåren. Under 1960-talet fördubblades kraftproduktionen. Vid denna tid började företaget att intressera sig för kärnkraft, eftersom vattenkraften var näst intill fullt utbyggd och oljan var dyr. 1971 togs Sveriges första kommersiella kärnkraftverk i drift, Oskarshamn 1, med Sydsvenska Kraftaktiebolaget som storägare. 
År 1977 bytte företaget namn till Sydkraft AB. Under 1990-talet expanderade Sydkraft genom förvärv av Båkab Energi i Norrland, de kommunala el- och värmeföretagen Malmö Energi och Örebro Energi samt tjänsteföretaget ElektroSandberg. ElektroSandberg (senare ESI) blev sedan uppköpt av NEA-koncernen och döptes då om till NEA sydsvenska elektriska (om det låg i Skåne) NEA heter numera Assemblin och ägs inte längre av Sydkraft. 1991 sålde Malmö kommun, under Lars Engqvists socialdemokratiska ledning, Malmö Energi AB till Sydkraft för 2,3 mkr i vad som blev startpunkten för den privatiseringsvåg som följde efter att borgerliga partier under moderaten Joakim Ollén tog över kommunen senare samma år.

### Eon Sverige 2005
2001 köpte tyska Eon AG majoriteten i Sydkraft, men ändrade inte företagsnamnet. 2004 köpte Sydkraft det svenska energiföretaget Graninge och 2005 bytte båda dessa företag namn till Eon (Eon Sverige AB). 2006 såldes bredbandsverksamheten till Tele 2 för att renodla verksamheterna till energi.

### Eon Sverige 2016–
Den 1 januari 2016 delades den globala E.ON-koncernen i två fristående bolag: E.ON och Uniper. "Nya" E.ON erbjuder produkter och tjänster inom förnybar energi och distribution, medan Uniper driver verksamhet inom konventionell elproduktion (däribland kärnkraft och vattenkraft) samt energihandel. För E.ON Sveriges del innebar splitten att dotterbolagen E.ON Värmekraft, E.ON Kärnkraft, E.ON Vattenkraft AB och OKG övergick till Uniper, medan övriga dotterbolag kvarstod inom E.ON-koncernen. Det inregistrerade bolagsnamnet Uniper användes redan av ett annat bolag, varför de svenska bolagen inom Uniper-koncernen legalt verkar under namnet Sydkraft.

## Verksamhetsområden
- Bioenergi
- Elbilsladdning[3]
- Energigaser
- Fjärrkyla
- Fjärrvärme
- Gas
- Solenergi
- Vindkraft

## Dotterbolag

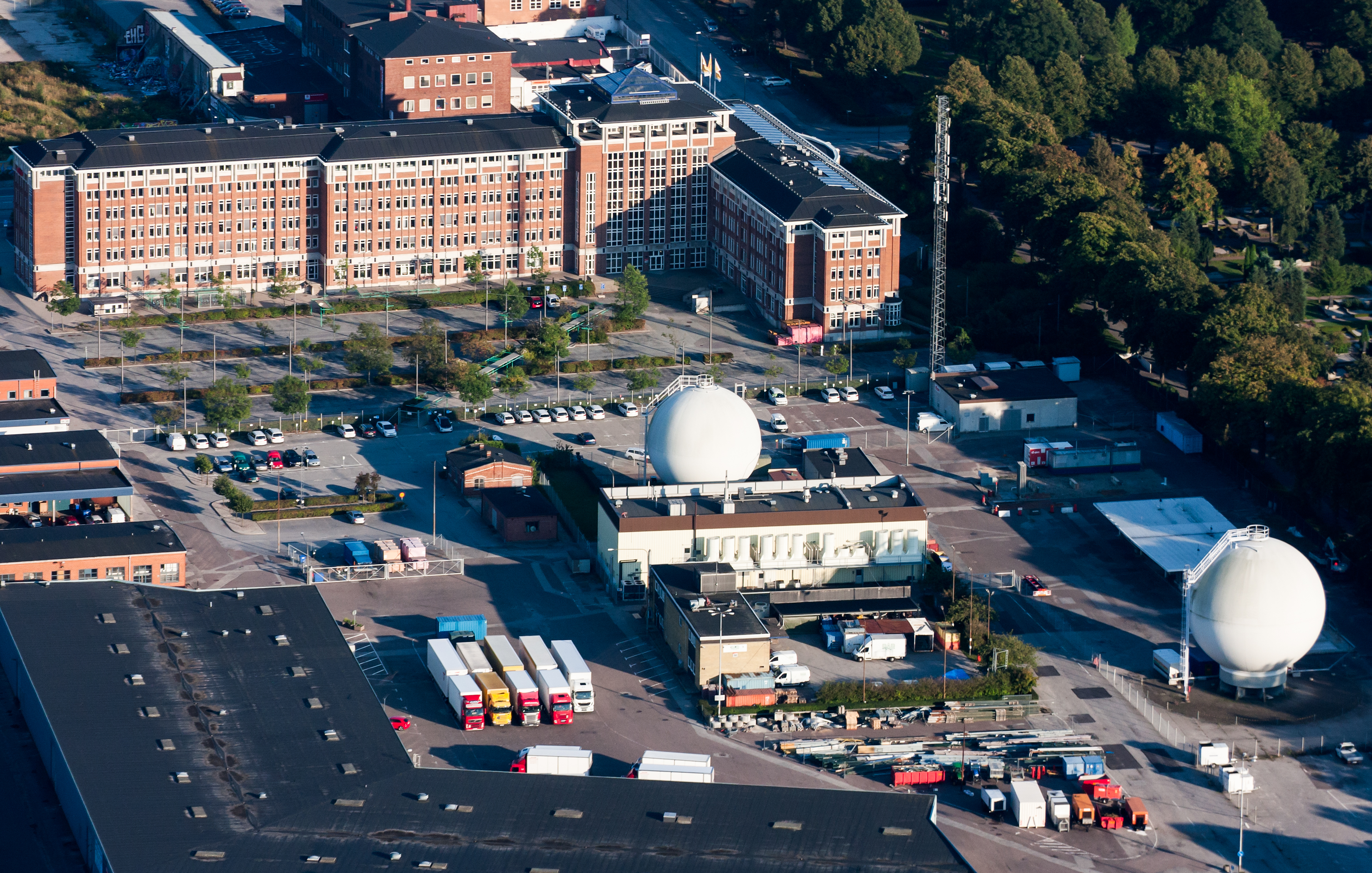
Eon Gas Sveriges anläggning i centrala Malmö

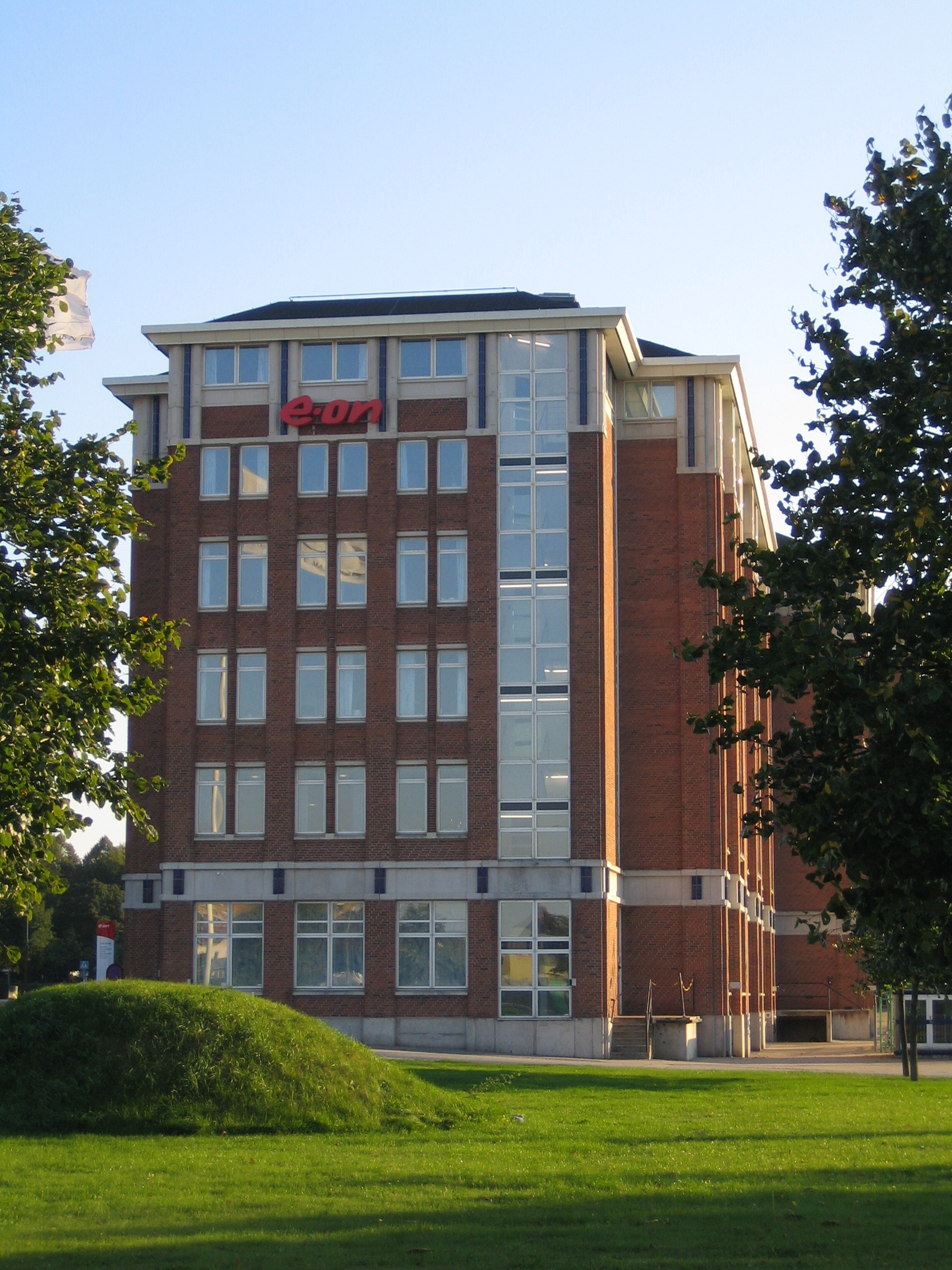
E.ONs kontor på Nobelvägen i Malmö.

E.ON Sverige kontrollerar följande företag:
- Eon Danmark A/S
- Eon Energidistribution AB
- Eon Fastigheter Sverige AB
- Eon Energilösningar AB
- Eon Kundsupport Sverige AB
- Eon Business Services Sverige AB
- Eon Värme Sverige AB
- Solar Supply Sweden AB
- EMG Energimontagegruppen AB

## Verkställande direktörer

### Sydkraft AB
- August Schmitz, 1906-1931
- Jonte Hultkrantz, 1931-1956
- Sune Wetterlundh, 1956-1970
- Göran Ekberg, 1970-1985
- Göran Ahlström, 1985-1998
- Lars Frithiof, 1998-2007

### Eon Sverige AB
- Lars Frithiof, 2005–2007
- Håkan Buskhe, 2008-2010
- Jonas Abrahamsson, 2010-2017
- Marc Hoffmann, 2017–

## Sponsring
Eon Sverige hade åren 2005–2015 namnrättigheterna till Timrå IK:s E.ON Arena.